# 나프타

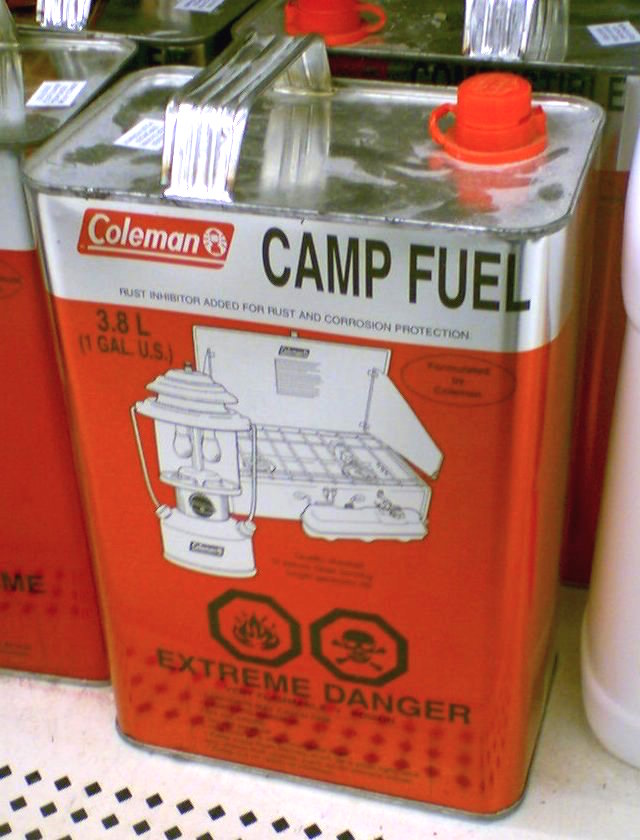
콜먼 캠프 퓨얼사의 화이트가스(White gas)는 수많은 랜턴에 쓰이는 나프타 기반 연료이다.

나프타(영어: naphtha)는 보통 특정 탄화수소를 포함하고 특정 범위에서 끓는 석유나 콜타르(coal tar)에서 얻는 증류물과 같은 다양한 가연성 액체 탄화수소 혼합물을 가리킨다. 이는 석유의 액체 탄화수소 중에 가장 가볍고 가장 휘발성 강한 성분들을 가리키는 광범위한 용어이다. 나프타는 무색에서 적갈색을 띄는 휘발성, 방향성 액체로서 가솔린과 매우 비슷하다.
석유공학에서 풀 레인지 나프타(full range naphtha)는 30 °C에서 200 °C 사이에서 끓는 탄화수소 성분으로 정의된다. 이는 질량으로 원유의 15-30%를 차지한다. 나프타는 탄소수가 5~12개 사이인 혼합물로 구성된다. 경 나프타(light naphtha)는 30 °C에서 90 °C 사이에서 끓으며, 탄소 원자가 5~6개인 분자로 구성된다. 중 나프타(heavy naphtha)는 90 °C에서 200 °C 사이에서 끓으며, 탄소 원자가 6~12개인 분자로 구성된다.

## 어원
고대 페르시아에서 휘발성 액체 연소물을 발견했고, 이를 '나프토'라고 부른 것이 어원이다.

## 용도
나프타는 주로 접촉개질(catalytic reforming) 공정을 거쳐서 옥탄가가 높은 가솔린을 만들 때 원료로 쓰인다. 나프타는 또한 석유화학 산업에서, 증기 분해기(steam cracker)에서 에틸렌, 프로필렌과 같은 알켄을 생성하기 위해서 쓰이며, 화학산업에서 세정용 용제로 쓰인다. 나프타로 만들어지는 일반적인 제품은 라이터 연료, 캠프용 휴대용 난로와 세정용 용제가 있다.

## 같이 보기
- 분별 증류
- 유동 접촉 분해
- 그리스의 불
- 탄화수소
- 등유
- 타르